# Benabbio
Benabbio è una frazione del comune italiano di Bagni di Lucca, nella provincia di Lucca, in Toscana.

## Geografia fisica
Il paese di Benabbio è situato sul fianco destro della profonda vallata del rio Benabbiana, un affluente di sinistra del torrente Lima, e si estende in più nuclei abitati sul versante sud-occidentale del colle della Bastia o di Castello, tra le quote di 400 e 520 m. Sulla cresta del colle che domina l’abitato attuale, e raggiunge la quota di 620 m, si trovano i resti del castello di Benabbio.

## Storia
Il toponimo del paese, nella forma Menabla è ricordato per la prima volta nel 983, ed è menzionato tra X e XI secolo in varie carte dell’Archivio Arcivescovile di Lucca come Menablacha o Menablo. Un riferimento esplicito all'esistenza di un castello si ha solo nel 1334, quando viene decretata la parziale distruzione delle sue fortificazioni dai de' Rossi, signori di Parma e vicari regi di Lucca. Lucca venne affermando il proprio dominio sulle valli nella seconda metà del XIII secolo, e nello statuto lucchese del 1308 Benabbio è ormai compreso nella vicaria di Terrarum Civium et Vallis Limae.

## Monumenti e luoghi d'interesse

### Castello
Sulla cresta del colle che domina l’abitato attuale sorge l'antico castello di Benabbio. Le scarse fonti di archivio non danno informazioni circa la costruzione del castello e solo nel 1344, anno della sua distruzione, viene citata la fortificazione. Che il castello fosse esistente ben prima degli inizi del XIV secolo lo testimoniano i ruderi e la piccola chiesa di San Michele all'interno del castello e risalente, come attesta un’epigrafe in facciata, al 1218. Non sappiamo quale gruppo signorile, tra XI e XIII secolo, si facesse promotore dell’incastellamento del sito ma l’unica famiglia menzionata esplicitamente in relazione a Benabbio è quella dei discendenti del Visconte Fraolmo III, signore di Corvaia in Versilia.
Le indagini archeologiche condotte dall'Università di Pisa dal 2006 hanno potuto ricostruire le fasi dell'insediamento del castello di Benabbio tra XII e XV secolo. Nel XII secolo la sommità del paese si dota di una cortina muraria estesa a tutta la sommità che fu spianata nel 1218 quando venne eretta la chiesa di San Michele. Il castello raggiunge in questo periodo una superficie di oltre quattromila metri quadri con edifici ragguardevoli, come il palazzo collocato di fronte alla chiesa. Tra il XIII e il XIV secolo fu ridimensionata l'estensione della cinta muraria e nel 1344 fu smantellata completamente la fortificazione e i residui furono impiegato per le strutture abitative. 
Nel XIII secolo il paese era diviso in due poli: quello castrense, dotato di una propria chiesa (San Michele) e quello esterno circostante la chiesa parrocchiale di Santa Maria Assunta. La chiesa di San Michele rimase sottoposta al controllo signorile fino al 1357, momento in cui si trova citata assieme alla chiesa parrocchiale.
L'abbandono completo del castello sarebbe giunto alla metà del XV secolo.

### Chiesa di Santa Maria Assunta
Nel cuore del paese sorge la chiesa parrocchiale intitolata a Santa Maria Assunta. Citata negli estimi del 1260 fu ampliata nel 1339 e successivamente rimaneggiata nei secoli. Nell'abside è presente un notevole trittico, opera di Baldassarre del fu Biagio del Firenze del 1469. Pregevoli le statue lignee del XIV secolo che rappresentano l'Annunciazione, opera di Piero d'Angelo di Guarnerio, padre di Jacopo della Quercia e conservate nell'oratorio della Santissima Trinità, sede del museo parrocchiale.

### Teatro Eden
Il Teatro Eden, costruito nel 1780 e restaurato più volte, è stato la sede sia della Filarmonica di Benabbio fondata nel 1888 sia della Compagnia filodrammatica. Quest'ultima fu famosissima nel XIX secolo anche per aver recitato alla presenza della principessa di Lucca Elisa Baciocchi. Nel teatro hanno recitato, tra i vari, Ermete Zacconi, Gastone Monaldi e Totò.